# Volby do parlamentu Československé republiky 1929
Volby do parlamentu Československé republiky se konaly 27. října 1929. Zvítězila v nich Republikánská strana zemědělského a malorolnického lidu v čele s Antonínem Švehlou se ziskem 15 % všech hlasů.

## Průběh voleb
Šlo o v pořadí 3. volby (dříve 1920, 1925, později 1935) v období první republiky.

### Cesta k volbám
V zemských volbách roku 1928 uspěly nekomunistické levicové strany a oslabily strany tvoříci pravicovou koalici (takzvaná panská koalice). Největší ztráty zaznamenaly strany křesťanské, zejména Československá strana lidová, zatímco Republikánská strana zemědělského a malorolnického lidu (agrárníci) zaznamenala mírný přírůstek. Soudržnost koalice oslabila neúčast nemocného Antonína Švehly a nespokojenost některých koaličních stran se zastupujícím předsedou vlády (předseda lidovců Jan Šrámek). V únoru 1929 nastoupila první vláda Františka Udržala jako pokračující panská koalice s novým agrárnickým premiérem. Řádné parlamentní volby se měly konat v listopadu 1931, ale agrární strana i další koaliční formace hodlaly využít ekonomické konjunktury k předčasným volbám, zatímco lidovci vzhledem k propadu v zemských volbách měli tendenci termín předčasných voleb posouvat. Jejich stanovisko se pak částečně změnilo až v souvislosti se svatováclavským miléniem roku 1929, které bylo interpretováno jako posílení křesťanských tradic a pozic. Další otřes pro koalici představovalo dění na Slovensku, kde Hlinkova slovenská ľudová strana procházela aférou poté, co její přední politik Vojtech Tuka napsal článek Vacuum iuris, který zpochybnil ústavnost trvání československé moci na území Slovenska. Premiér Udržal za této situace kontaktoval prezidenta Masaryka a dohodl vypsání voleb na 27. říjen 1929 (sněmovní i senátní volby se konaly v jednom dni).
Rozdílem oproti volbám v roce 1925 bylo omezení volebního práva. Toho byli zbaveni aktivní příslušníci armády a četnictva. Mělo tak být zabráněno politické agitaci v ozbrojených sborech. Tak to určil zákon č. 56 z roku 1927.

### Dopady voleb
Ve volbách bylo zvoleno 300 poslanců a 150 senátorů Národního shromáždění. Předsedou sněmovny byl zvolen 12. prosince 1929 agrárník Jan Malypetr. V čele senátu usedl téhož dne sociální demokrat František Soukup.
Výrazný úspěch ve volbách zaznamenaly Československá sociálně demokratická strana dělnická a Československá strana národně socialistická, zatímco Komunistická strana Československa ztratila (zejména kvůli vnitřním otřesům, které vyvolal 5. sjezd KSČ a související radikalizace), i když ztráty komunistů v českých zemích byly kompenzovány lepšími výsledky na východě státu. Ztráty volby přinesly lidovcům. Podobné tendence probíhaly i v německých stranách (posílila Německá sociálně demokratická strana dělnická v ČSR, ztratily pravicové strany). V rámci nacionalistických německých stran se objevila tendence, kdy oslabila Německá národní strana a posílila Německá národně socialistická strana dělnická. Vcelku ale zůstal zachován poměr mezi aktivistickými a negativistickými silami. Strany dosavadní vládní koalice ztratily 13 mandátů. Při započtení HSĽS mezi strany opoziční ovšem vládní tábor ztratil parlamentní většinu.
V důsledku voleb pak vznikla druhá vláda Františka Udržala, v níž zasedly i levicové nekomunistické strany (široká koalice), české (československé) i německé.

## Výsledky hlasování

### Poslanecká sněmovna

#### Podíl hlasů
| Strany s více než 160 000 hlasy | Strany s více než 160 000 hlasy | Strany s více než 160 000 hlasy | Strany s více než 160 000 hlasy | Strany s více než 160 000 hlasy |

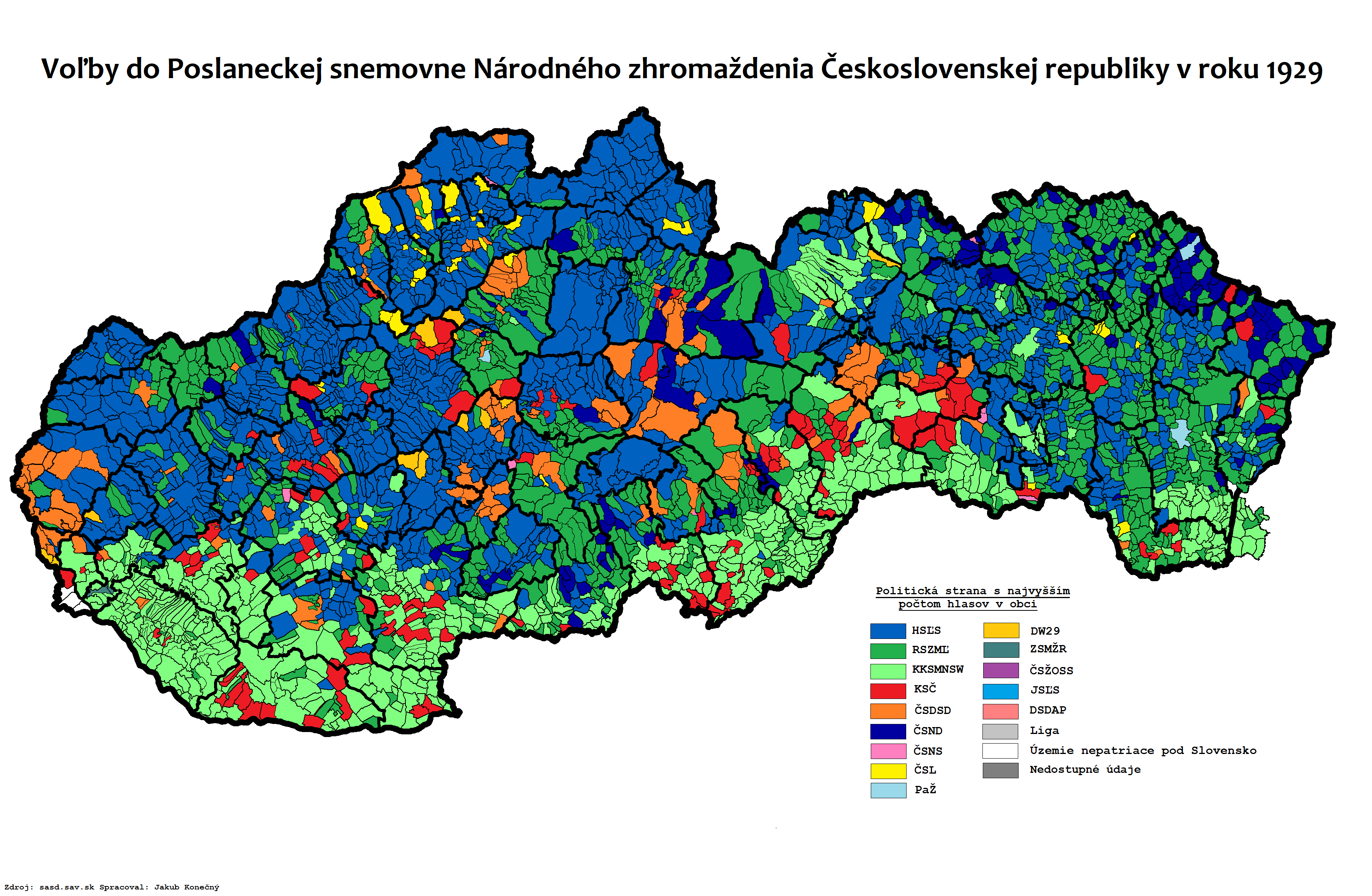
Výsledky parlamentních voleb na Slovensku na úrovni obcí

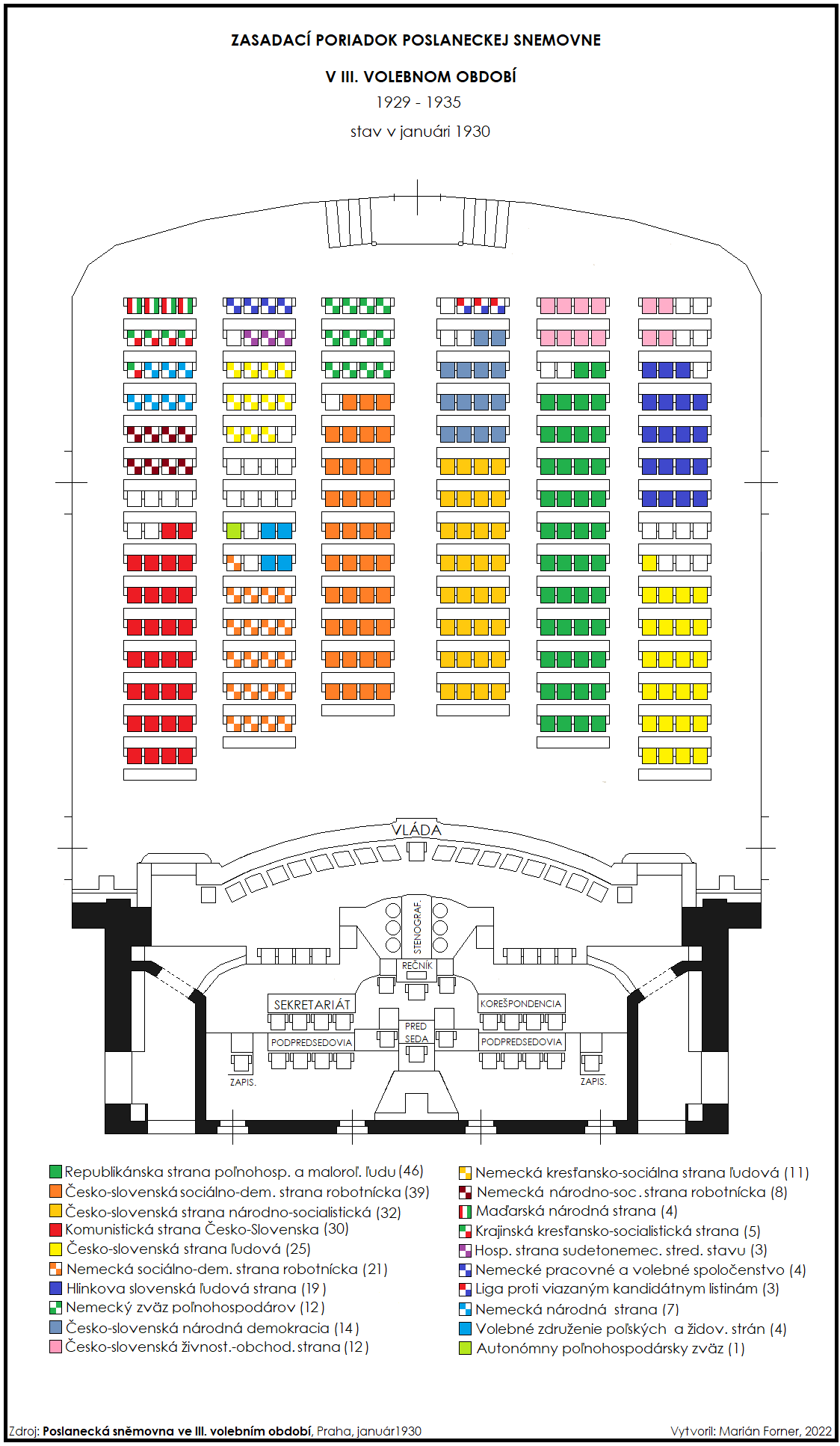
Zasadací pořádek poslanecké sněmovny v roce 1930

| ------------------------------- | ------------------------------- | ------------------------------- | ------------------------------- | ------------------------------- |
| strana                          |                                 |                                 |                                 | %                               |
| RSZML                           | RSZML                           |                                 | 15,0                            | 15,0                            |
| ČSDSD                           | ČSDSD                           |                                 | 13,0                            | 13,0                            |
| ČSNS                            | ČSNS                            |                                 | 10,4                            | 10,4                            |
| KSČ                             | KSČ                             |                                 | 10,2                            | 10,2                            |
| ČSL                             | ČSL                             |                                 | 8,4                             | 8,4                             |
| DSAP                            | DSAP                            |                                 | 6,9                             | 6,9                             |
| HSĽS                            | HSĽS                            |                                 | 5,8                             | 5,8                             |
| BdL                             | BdL                             |                                 | 5,4                             | 5,4                             |
| ČsND                            | ČsND                            |                                 | 4,9                             | 4,9                             |
| DCV                             | DCV                             |                                 | 4,7                             | 4,7                             |
| ČŽOSS                           | ČŽOSS                           |                                 | 3,9                             | 3,9                             |
| OKSZP-MNP-ZDP                   | OKSZP-MNP-ZDP                   |                                 | 3,5                             | 3,5                             |
| DNSAP                           | DNSAP                           |                                 | 2,8                             | 2,8                             |

#### Celkové výsledky voleb
| Strana  | Strana | Počet hlasů | Procentuální vyjádření | Počet mandátů |
| ------- | --- | ----------- | ---------------------- | ------------- |
|         | Republikánská strana zemědělského a malorolnického lidu Domoviny domkářů a malorolníků, Slovenská rolnická jednota, Slovenská domovina, Sdružení ruských zemědělců, Československý domov majitelů domů a domků, Odborová jednota zaměstnanců půdy, Sdružení zemědělců maďarských, Všerobotnické sdružení na Slovensku | 1 105 498   | 15,0 %                 | 46            |
|         | Československá sociálně demokratická strana dělnická | 963 462     | 13,0 %                 | 39            |
|         | Československá strana národně socialistická | 767 328     | 10,4 %                 | 32            |
|         | Komunistická strana Československa | 753 220     | 10,2 %                 | 30            |
|         | Československá strana lidová | 623 340     | 8,4 %                  | 25            |
|         | Německá sociálně demokratická strana dělnická v ČSR | 506 761     | 6,9 %                  | 21            |
|         | Hlinkova slovenská ľudová strana a Združenia katolíckych roľníkov, domkárov a robotníkov | 425 051     | 5,8 %                  | 19            |
|         | Německé volební společenství (Německý svaz zemědělců a venkovských živností, DAWG, Karpatoněmecká strana) | 396 454     | 5,4 %                  | 16            |
|         | Československá národní demokracie Národní rolnická jednota, Slovenská národní strana, Ruská národní strana, Autonomní zemědělský sojuz, Ruské národní sjednocení, Karpatoruská strana pracujícího lidu, malorolníků a bezzemků                                                                                        | 359 547     | 4,9 %                  | 15            |
|         | Německá křesťansko sociální strana lidová Německá živnostenská strana, Hospodářská strana sudetoněmeckého středního stavu | 348 066     | 4,7 %                  | 14            |
|         | Československá živnostensko-obchodnická strana středostavová | 291 209     | 3,9 %                  | 12            |
|         | Zemská křesťansko-socialistická strana Maďarská národní strana, Spišská německá strana | 257 231     | 3,5 %                  | 9             |
|         | Německá národně socialistická strana dělnická | 204 096     | 2,8 %                  | 8             |
|         | Německá národní strana, Sudetoněmecký svaz venkova | 189 071     | 2,6 %                  | 7             |
|         | Spojení polských menšinových stran a Židovské strany Polská lidová strana, Polska Socjalistyczna Partia Robotnicza, Svaz slezských katolíků v Československé republice | 104 539     | 1,4 %                  | 4 (2/2)       |
|         | Liga proti vázaným kandidátním listinám Národní obec fašistická, Radikální strana – slovanští socialisté | 70 875      | 0,9 %                  | 3             |
|         | Zemská strana malorolníků, živnostníků a dělníků | 6 901       | 0,1 %                  | 0             |
|         | Všeněmecká strana pro Čechy, Moravu a Slezsko | 6 672       | 0,1 %                  | 0             |
|         | Jurigova slovenská strana lidová | 5 395       | 0,1 %                  | 0             |
| celkem  | celkem | 7 384 979   | 100 %                  | 300           |
| Zdroje: | |             |                        |               |

#### Výsledky voleb v Čechách
| Strana | Strana | Počet hlasů | Procentuální vyjádření |
| ------ | --- | ----------- | ---------------------- |
|        | Československá strana národně socialistická | 535 740     | 13,85 %                |
|        | Československá sociálně demokratická strana dělnická | 535 358     | 13,84 %                |
|        | Republikánská strana zemědělského a malorolnického lidu | 524 578     | 13,56 %                |
|        | Komunistická strana Československa | 398 260     | 10,30 %                |
|        | Německá sociálně demokratická strana dělnická v ČSR | 387 060     | 10,01 %                |
|        | Německé volební společenství (Německý svaz zemědělců a venkovských živností, DAWG, Karpatoněmecká strana) | 288 972     | 7,47 %                 |
|        | Československá strana lidová | 255 877     | 6,62 %                 |
|        | Německá křesťansko sociální strana lidová Německá živnostenská strana, Hospodářská strana sudetoněmeckého středního stavu | 221 945     | 5,74 %                 |
|        | Československá národní demokracie Národní rolnická jednota, Slovenská národní strana, Ruská národní strana, Autonomní zemědělský sojuz, Ruské národní sjednocení, Karpatoruská strana pracujícího lidu, malorolníků a bezzemků | 200 995     | 5,20 %                 |
|        | Československá živnostensko-obchodnická strana středostavová | 176 188     | 4,56 %                 |
|        | Německá národně socialistická strana dělnická | 136 384     | 3,53 %                 |
|        | Německá národní strana, Sudetoněmecký svaz venkova | 124 255     | 3,21 %                 |
|        | Liga proti vázaným kandidátním listinám | 60 837      | 1,57 %                 |
|        | Spojení polských menšinových stran a Židovské strany | 13 699      | 0,35 %                 |
|        | Všeněmecká strana pro Čechy, Moravu a Slezsko | 6 672       | 0,17 %                 |
|        | Hlinkova slovenská ľudová strana | 962         | 0,02 %                 |
| celkem | celkem | 3 919 960   | 100 %                  |

#### Výsledky voleb v zemi Moravskoslezské
| Strana | Strana | Počet hlasů | Procentuální vyjádření |
| ------ | --- | ----------- | ---------------------- |
|        | Československá strana lidová | 321 936     | 17,66 %                |
|        | Československá sociálně demokratická strana dělnická | 269 674     | 14,79 %                |
|        | Republikánská strana zemědělského a malorolnického lidu | 224 522     | 12,32 %                |
|        | Československá strana národně socialistická | 177 595     | 9,74 %                 |
|        | Komunistická strana Československa | 162 136     | 8,89 %                 |
|        | Německá křesťansko sociální strana lidová Německá živnostenská strana, Hospodářská strana sudetoněmeckého středního stavu | 126 121     | 6,92 %                 |
|        | Německá sociálně demokratická strana dělnická v ČSR | 114 877     | 6,30 %                 |
|        | Německé volební společenství (Německý svaz zemědělců a venkovských živností, DAWG, Karpatoněmecká strana) | 90 560      | 4,97 %                 |
|        | Československá živnostensko-obchodnická strana středostavová | 77 539      | 4,25 %                 |
|        | Německá národně socialistická strana dělnická | 67 726      | 3,72 %                 |
|        | Německá národní strana, Sudetoněmecký svaz venkova | 64 932      | 3,56 %                 |
|        | Československá národní demokracie Národní rolnická jednota, Slovenská národní strana, Ruská národní strana, Autonomní zemědělský sojuz, Ruské národní sjednocení, Karpatoruská strana pracujícího lidu, malorolníků a bezzemků | 56 198      | 3,08 %                 |
|        | Spojení polských menšinových stran a Židovské strany | 40 410      | 2,22 %                 |
|        | Hlinkova slovenská ľudová strana | 20 406      | 1,12 %                 |
|        | Liga proti vázaným kandidátním listinám | 8 203       | 0,45 %                 |
| celkem | celkem | 1 843 716   | 100 %                  |

#### Výsledky voleb ve Slovenské krajině
| Strana | Strana | Počet hlasů | Procentuální vyjádření |
| ------ | --- | ----------- | ---------------------- |
|        | Hlinkova slovenská ľudová strana | 403 683     | 28,27 %                |
|        | Republikánská strana zemědělského a malorolnického lidu | 278 979     | 19,54 %                |
|        | Zemská křesťansko-socialistická strana Maďarská národní strana, Spišská německá strana | 226 917     | 15,89 %                |
|        | Komunistická strana Československa | 152 242     | 10,66 %                |
|        | Československá sociálně demokratická strana dělnická | 135 506     | 9,49 %                 |
|        | Československá národní demokracie Národní rolnická jednota, Slovenská národní strana, Ruská národní strana, Autonomní zemědělský sojuz, Ruské národní sjednocení, Karpatoruská strana pracujícího lidu, malorolníků a bezzemků | 53 745      | 3,76 %                 |
|        | Československá strana národně socialistická | 43 968      | 3,08 %                 |
|        | Československá strana lidová | 36 548      | 2,56 %                 |
|        | Spojení polských menšinových stran a Židovské strany | 33 679      | 2,36 %                 |
|        | Československá živnostensko-obchodnická strana středostavová | 30 134      | 2,11 %                 |
|        | Německé volební společenství (Německý svaz zemědělců a venkovských živností, DAWG, Karpatoněmecká strana) | 13 704      | 0,96 %                 |
|        | Zemská strana malorolníků, živnostníků a dělníků | 6 901       | 0,48 %                 |
|        | Jurigova slovenská strana lidová | 5 395       | 0,38 %                 |
|        | Německá sociálně demokratická strana dělnická v ČSR | 4 824       | 0,34 %                 |
|        | Liga proti vázaným kandidátním listinám | 1 810       | 0,13 %                 |
| celkem | celkem | 1 457 268   | 100 %                  |

#### Výsledky voleb v Podkarpatské Rusi
| Strana | Strana | Počet hlasů | Procentuální vyjádření |
| ------ | --- | ----------- | ---------------------- |
|        | Republikánská strana zemědělského a malorolnického lidu | 77 419      | 29,07 %                |
|        | Československá národní demokracie Národní rolnická jednota, Slovenská národní strana, Ruská národní strana, Autonomní zemědělský sojuz, Ruské národní sjednocení, Karpatoruská strana pracujícího lidu, malorolníků a bezzemků | 48 609      | 18,25 %                |
|        | Komunistická strana Československa | 40 582      | 15,24 %                |
|        | Zemská křesťansko-socialistická strana Maďarská národní strana, Spišská německá strana | 30 455      | 11,44 %                |
|        | Československá sociálně demokratická strana dělnická | 22 924      | 8,61 %                 |
|        | Spojení polských menšinových stran a Židovské strany | 16 768      | 6,30 %                 |
|        | Československá strana národně socialistická | 10 025      | 3,76 %                 |
|        | Československá strana lidová | 8 979       | 3,37 %                 |
|        | Československá živnostensko-obchodnická strana středostavová | 7 348       | 2,76 %                 |
|        | Německé volební společenství (Německý svaz zemědělců a venkovských živností, DAWG, Karpatoněmecká strana) | 3 218       | 1,21 %                 |
| celkem | celkem | 274 059     | 100 %                  |

### Volby do Senátu
Strany se utkaly o 150 senátorských míst. Volby dopadly následovně:
| |             |                        |               |
| Strana | Počet hlasů | Procentuální vyjádření | Počet mandátů |
| Republikánská strana zemědělského a malorolnického lidu                                                   | 978 291     | 15,2 %                 | 24            |
| Československá sociálně demokratická strana dělnická                                                      | 841 331     | 13,0 %                 | 20            |
| Československá strana národně socialistická                                                               | 666 607     | 10,3 %                 | 16            |
| Komunistická strana Československa                                                                        | 644 896     | 10,0 %                 | 15            |
| Československá strana lidová                                                                              | 559 700     | 8,7 %                  | 13            |
| Německá sociálně demokratická strana dělnická v ČSR                                                       | 446 940     | 6,9 %                  | 11            |
| Hlinkova slovenská ľudová strana                                                                          | 377 498     | 5,9 %                  | 9             |
| Německé volební společenství (Německý svaz zemědělců a venkovských živností, DAWG, Karpatoněmecká strana) | 359 002     | 5,8 %                  | 9             |
| Československá národní demokracie                                                                         | 325 023     | 5,0 %                  | 8             |
| Německá křesťansko sociální strana lidová                                                                 | 313 411     | 4,9 %                  | 8             |
| Československá živnostensko-obchodnická strana středostavovská                                            | 274 085     | 4,3 %                  | 6             |
| Zemská křesťansko-socialistická strana Maďarská národní strana, Spišská německá strana                    | 233 772     | 3,6 %                  | 6             |
| Německá národně socialistická strana dělnická                                                             | 171 181     | 2,6 %                  | 4             |
| Německá národní strana, Sudetoněmecký svaz venkova                                                        | 166 718     | 2,6 %                  | 0             |
| Liga proti vázaným kandidátním listinám                                                                   | 51 617      | 0,8 %                  | 1             |
| Spojení polských menšinových stran a Židovské strany                                                      | 27 823      | 0.4 %                  | 0             |
| celkem | 6 450 501   | 100 %                  | 150           |

Ostatní strany a nezávislí nezískali žádný mandát.